# Mátyás Eisler
Mátyás Eisler (n. 8 septembrie 1865, Páty, Districtul Budakeszi, Pesta, Ungaria – d. 13 decembrie 1930, Cluj, România) a fost un rabin român originar din Ungaria. Acesta a fost liderul comunității evreiești din Cluj-Napoca.